# Bitka kod Leuktre
Bitka kod Leuktre u kojoj su se sukobili Spartanci i Tebanska vojska, odigrala se 371. godine prije Krista. Završila je pobjedom Tebanaca i dokinula višestoljetnu spartansku supremaciju u Helenskom svijetu. To mjesto kratkotrajno zauzima Teba do 346. godine kada dolazi do uspona Makedonije. 
Bitka se odvila kod Tespijskog sela Leuktre. Spartance i njihove saveznike vodio je kralj Kleombrot i raspolagao s nešto više od 10.000 hoplita, tisuću konjanika te manjim brojem peltasta. Na strani Tebanaca nalazilo se 6.500 hoplita i konjica s 1.500 pripadnika, a zapovijedao im je Epaminonda.
Upravo je Epaminonda uveo novosti u vođenju pješadije i time osigurao pobjedu. Naime, za razliku od Spartanaca koji su poredali svoje pješaštvo u klasičnu falangu od dvanaest redova pješaka, Epaminonda je svoje hoplite rasporedio nesimetrično. Lijevi bok je sadržao 50 redova dok ih je desni imao tek nekoliko. Poredavši snage u dijagonalnu falangu Epaminonda je prvo potisnuo desni bok Spartanaca na kojem su se, prema klasičnom grčkom rasporedu, nalazile elitne jedinice i zapovjedništvo. U tom napadu pogiba Kleombrot, a ostatak Spartanaca ostaje obezglavljen pa iako pobjeđuju na svom centralnom i lijevom krilu ubrzo gube raspored, a time i bitku.
U samoj bitci poginulo je oko tisuću vojnika na spartanskoj strani, od tog broja 400 spartanskih građana. Time je značajno oslabljen ukupan broj spartanskih građana kojih preostaje tek nekoliko tisuća.
Na posljetku, Leuktra je postala poznata kao mjesto na kojem je srušen mit o spartanskoj nepobjedivosti. Iako su Spartanci i ranije gubili pojedinačne bitke ovo je bila prva koju su izgubili, a da su bili brojčano nadmoćniji.